# Jiangwan Town
Jiangwan Town (江湾镇) is een station van de metro van Shanghai in het district Hongkou. Het station werd geopend op 26 december 2000 en was tot 2006 het noordelijke eindpunt van lijn 3. Sinds 2006 werd evenwel een uitbreiding van deze lijn in noordelijke richting in dienst genomen.

## Omgeving
Vlak naast dit station is een grote supermarkt te vinden met daarbij enkele kledingwinkeltjes en wat eetgeledenheden. Dit station wordt gebruikt door mensen uit de ruime omgeving, die vanaf dit station met de fiets of bus verder reizen naar hun woning of werk. Ook campussen van de Fudan-universiteit en de Tongji-universiteit liggen op minder dan 20 minuten loopafstand waardoor hier ook redelijk wat studenten te vinden zijn.